# World Series of Darts 2023
Die World Series of Darts 2023 war eine Serie von Einladungsturnieren der Professional Darts Corporation (PDC). Sie wurde zum insgesamt elften Mal ausgetragen und bestand aus sieben Turnieren in Bahrain, Dänemark, den Vereinigten Staaten, Polen, Neuseeland, Australien und den Niederlanden.

## Format
An jedem der Turniere (außer den World Series of Darts Finals) nahmen insgesamt 16 Spieler teil. Die von der PDC bestimmten Teilnehmer waren dabei nach Platzierung in der World Series Order of Merit gesetzt, alle anderen Spieler wurden zugelost. Die Turniere wurden allesamt im K.-o.-System und in legs ausgetragen. Die Anzahl der zu gewinnenden legs unterschieden sich teilweise.
Je nachdem, welche Runde ein Spieler erreichen konnte, erhielt er eine bestimmte Punktzahl für die World Series of Darts Order of Merit. Diese bestimmte am Ende das Teilnehmerfeld der World Series of Darts Finals 2023.

## Teilnehmer
Acht der 16 Teilnehmer pro Turnier wurden nach der PDC World Darts Championship 2023 von der PDC bestimmt. Die weiteren Startplätze wurden jeweils an regionale Qualifikanten vergeben.

## Spielorte
Die elfte World Series of Darts wurde in Bahrain, Dänemark, den Vereinigten Staaten, Australien, Neuseeland und den Niederlanden ausgetragen.
| Wollongong |

| as-Sachir |

| Warschau |

| Hamilton |

| Kopenhagen |

| New York City |

| Amsterdam |

## Preisgeld
Bei jedem Turnier wurden insgesamt £ 60.000 an Preisgeld ausgeschüttet. Das Preisgeld verteilte sich unter den Teilnehmern wie folgt:
| Position (Anzahl der Spieler) | Position (Anzahl der Spieler) | Preisgeld |
| ----------------------------- | ----------------------------- | --------- |
| Gewinner                      | (1)                           | £ 20.000  |
| Finalist                      | (1)                           | £ 10.000  |
| Halbfinalisten                | (2)                           | £ 5.000   |
| Viertelfinalisten             | (4)                           | £ 2.500   |
| Achtelfinalisten              | (8)                           | £ 1.250   |
|                               |                               |           |
|                               |                               | £ 60.000  |

Da es sich um Einladungsturniere handelte, wurden die erspielten Preisgelder bei der Berechnung der PDC Order of Merit nicht berücksichtigt.

## Ergebnisse
| Nr. | Datum             | Event                         | Austragungsort                           | Sieger             | Ergebnis | Finalist              |
| --- | ----------------- | ----------------------------- | ---------------------------------------- | ------------------ | -------- | --------------------- |
| 1   | 12.–13. Januar    | Bahrain Darts Masters         | as-Sachir, Bahrain International Circuit | Michael Smith      | 8 : 6    | Gerwyn Price          |
| 2   | 20.–21. Januar    | Nordic Darts Masters          | Kopenhagen, Forum Kopenhagen             | Peter Wright       | 11 : 5   | Gerwyn Price          |
| 3   | 2.–3. Juni        | US Darts Masters              | New York City, Madison Square Garden     | Michael van Gerwen | 8 : 0    | Jeff Smith            |
| 4   | 7.–8. Juli        | Poland Darts Masters          | Warschau, COS Torwar                     | Michael van Gerwen | 8 : 3    | Dimitri Van den Bergh |
| 5   | 4.–5. August      | New Zealand Darts Masters     | Hamilton, Globox Arena                   | Rob Cross          | 8 : 7    | Nathan Aspinall       |
| 6   | 11.–12. August    | New South Wales Darts Masters | Wollongong, WIN Entertainment Centre     | Rob Cross          | 8 : 1    | Damon Heta            |
| 7   | 15.–17. September | World Series of Darts Finals  | Amsterdam, AFAS Live                     | Michael van Gerwen | 11 : 4   | Nathan Aspinall       |

## Rangliste

### Punktesystem
Die Ergebnisse der einzelnen Turniere bildeten eine eigene Rangliste (World Series Order of Merit). Die ersten acht Spieler dieser Liste waren automatisch für die World Series of Darts Finals im September qualifiziert.
Die Rangliste wurde nach folgendem Punktesystem erstellt:
| Runde         | Punkte |
| ------------- | ------ |
| Sieg          | 12     |
| Finale        | 8      |
| Halbfinale    | 5      |
| Viertelfinale | 3      |
| Achtelfinale  | 1      |

### World Series Order of Merit
- Endstand nach dem New South Wales Darts Masters[1]

| Platz | Spieler               | Punkte |
| ----- | --------------------- | ------ |
| 1.    | Rob Cross             | 38     |
| 2.    | Gerwyn Price          | 32     |
| 3.    | Michael Smith         | 31     |
| 4.    | Michael van Gerwen    | 27     |
| 5.    | Dimitri Van den Bergh | 23     |
| 6.    | Peter Wright          | 22     |
| 7.    | Nathan Aspinall       | 15     |
| 8.    | Luke Humphries        | 14     |

## Kyle-Anderson-Trophy
Wie im Vorjahr wurde die Kyle-Anderson-Trophy verliehen. Diesmal ging sie an den Australier Damon Heta.

## Übertragung
Im deutschsprachigen Raum wurden die Veranstaltungen nicht im TV ausgestrahlt, sie waren allerdings auf dem Streaming-Dienst DAZN zu sehen.
International wurden alle Spiele durch die PDC auf livepdc.tv übertragen.